# Hypatia Bradlaugh Bonner
Hypatia Bradlaugh Bonner (nabij Londen, 31 maart 1858 - 1943) was een Brits auteur, vredesactivist, vrijdenker en uitgesproken atheïst. Ze was de dochter van Charles Bradlaugh.

## Leven
Bradlaugh Bonner genoot haar opleiding vanaf haar veertiende in Frankrijk, omdat haar thuis het leven zuur werd gemaakt vanwege de omstredenheid van haar vader. Na diens dood in 1891 schreef ze zijn biografie, waarbij ze vermeldde dat ze constant moest strijden tegen leugens over hem. Een voorbeeld daarvan was een bewering over een bekering tot het geloof die hij op zijn sterfbed zou hebben gedaan. Ze klaagde daartoe succesvol een leugenachtige biograaf aan. Bradlaugh Bonner schreef van 1897 tot 1904 voor het door haarzelf opgerichte Reformer. Ze was een lid van de Rationalist Pres Association.
Bradlaugh Bonner werd door haar vader vernoemd naar Hypatia van Alexandrië, een heidense spreekster die in het jaar 415 verscheurd en haar lichaam verminkt werd door christelijke monniken. In 1885 trouwde ze met uitgever Arthur Bonner.

## Standpunten
- Slavernij - Het christendom bevrijdde slaven niet, maar accepteerde slavernij, voerde het uit en verdedigde het. De afname en afschaffing van slavernij kwam tot stand toen het geloof begon af te nemen, voornamelijk door inspanningen van mensen die als ketter bestempeld werden, zoals Thomas Paine.
- Vrouwen - Religie heeft altijd vrouwen onderdrukt. Op basis van het geloof zijn vrouwen altijd in een positie van inferioriteit gedrukt. Hoe geloviger het volk, hoe lager de status van hun vrouwen.
- Moraal - De christelijke moraal berust volledig op het geloof in onsterfelijkheid, met in de meeste gevallen een beloning of straf in het vooruitzicht. Dit maakt individuen solisten, daar ze meer bezig zijn met het veiligstellen van hun eigen ziel in de eeuwigheid dan met het welzijn van degenen met wie ze samenleven. Ongeloof leidt tot het doel het beste te maken van het ene leven dat de mens heeft, dat ophoudt bij de dood, waarbij hij of zij de wereld beter achter wil laten dan hoe hij of zij haar aantrof.
- De menselijke aard - Mensen in groepsverband zijn gelukkig beter dan hun aanleg. Het willen van het goede voor de grote groep zit zo diep in de menselijke aard en zijn streven naar zelfbehoud, dat ze constant triomfeert over zelfzuchtigheid en religieuze autoriteit. Het is de enige weg naar een gezonde moraliteit.